# Saint-Léger-des-Vignes
Saint-Léger-des-Vignes é uma comuna francesa na região administrativa de Borgonha-Franco-Condado, no departamento Nièvre. Estende-se por uma área de 9,16 km². Em 2010 a comuna tinha 1 917 habitantes (densidade: 209,3 hab./km²).